# Conqueror
Il Conqueror, indicato anche come FV 214 Conqueror, fu un carro armato pesante di costruzione britannica, nato nell'epoca della guerra fredda per supportare i carri Centurion nei confronti dei più pesanti veicoli corazzati sovietici.
Costruito negli anni 1950, ebbe una carriera limitata essendo stato ben presto superato dall'evoluzione delle filosofie tecniche e tattiche nell'impiego dei carri. Entrato in linea unicamente con alcuni reparti della British Army of the Rhine, fu ritirato dal servizio entro il 1966.

## Sviluppo

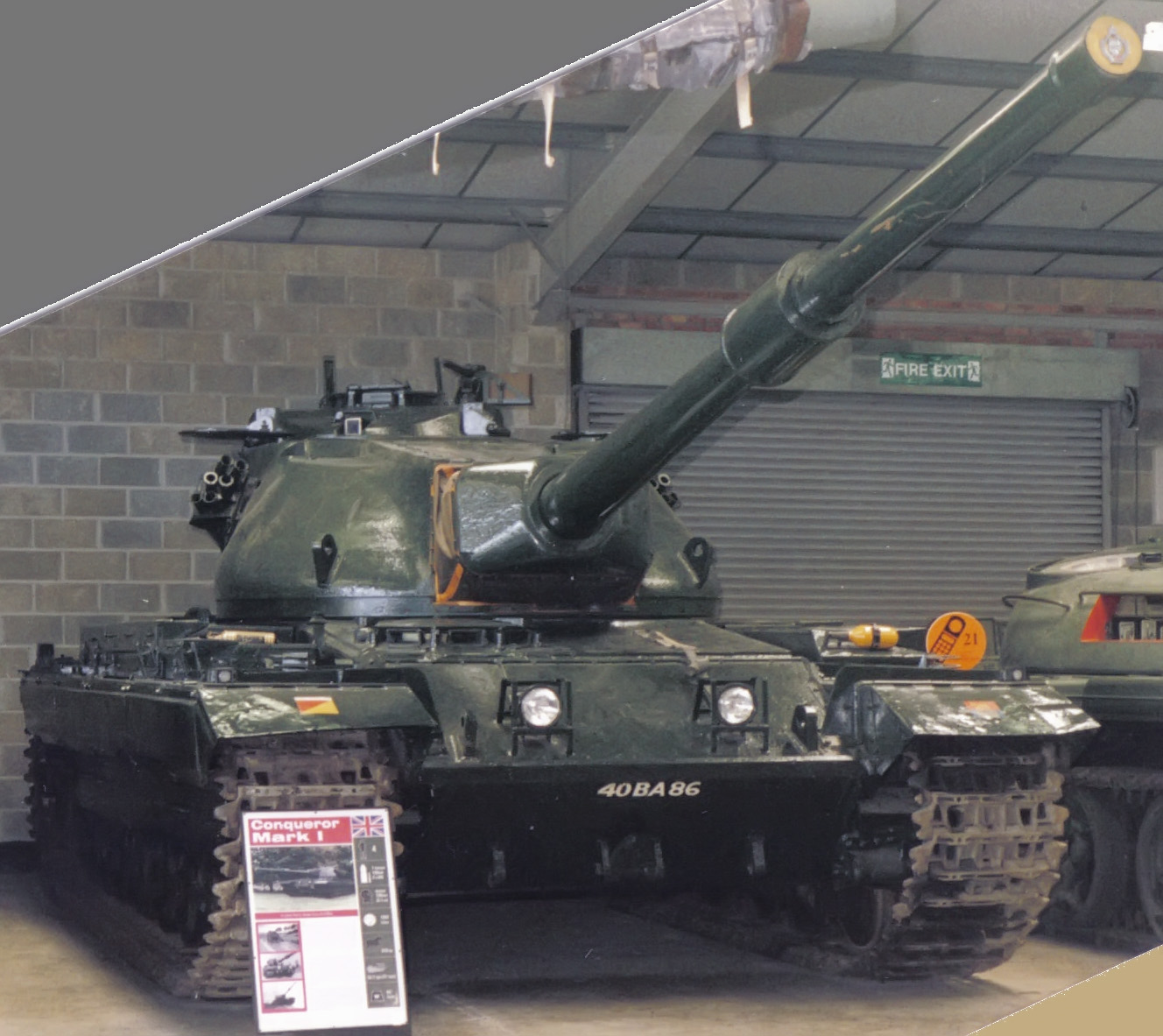
Un Conqueror Mk. I esposto al Bovington Tank Museum

Tradizionalmente, nella prima metà del 1900 l'industria britannica dei mezzi corazzati classificava i carri armati non solo in base al loro peso (secondo le categorie dei carri armati leggeri, medi e pesanti in uso anche presso le altre nazioni) ma anche in base alla missione loro affidata, distinguendo tra il carro armato per fanteria dedicato al supporto dei reparti appiedati e il carro armato incrociatore destinato allo sfruttamento dei varchi aperti nelle linee difensive nemiche; solo verso la fine della seconda guerra mondiale i britannici approdarono al concetto del "carro universale" (poi divenuto carro armato da combattimento), destinato a ricoprire tutti i ruoli possibili sul campo di battaglia: il primo mezzo britannico di tale categoria fu quindi il Centurion, i cui primi prototipi arrivarono ai reparti giusto negli ultimi giorni della seconda guerra mondiale.
Benché il Centurion fosse destinato a rivelarsi un mezzo di successo, nel 1946 i comandi britannici rimasero impensieriti dai rapporti dell'intelligence circa l'imminente entrata in servizio nei reparti dell'Armata Rossa del nuovo carro armato IS-3: benché di peso analogo al Centurion (circa 46 tonnellate per entrambi i mezzi), il carro sovietico era equipaggiato con un potente cannone da 122 mm di calibro, ritenuto superiore al pezzo Ordnance QF 17 lb da 76,2 mm che equipaggiava all'epoca i Centurion. Venne quindi richiesto un mezzo che fosse in grado di affrontare in condizioni di parità i nuovi veicoli sovietici, fornendo supporto a lungo raggio ai Centurion.
Dopo vari modelli sperimentali, nel 1952 furono impostati dieci prototipi del carro FV221 Caernaevon: il mezzo aveva uno scafo che era fondamentalmente una versione ingrandita dello scafo del Centurion e adatto a ospitare una torretta armata con il cannone Ordnance QF 20 lb, un pezzo da 84 mm derivato dal tedesco 8,8 cm PaK della seconda guerra mondiale. Il mezzo si rivelò soddisfacente quanto a caratteristiche tecniche ma ancora inadeguato come armamento, e si decise di potenziarlo equipaggiandolo con il cannone statunitense T53 da 120 mm, lo stesso che armava il nuovo carro pesante M103 dell'United States Army in sviluppo negli stessi anni. Lo scafo del Caernaevon equipaggiato con il nuovo massiccio pezzo da 120 mm diede quindi vita all'FV214 Conqueror, il cui primo esemplare fu consegnato dalla Royal Ordnance Factory di Dalmuir nel 1955.

## Tecnica

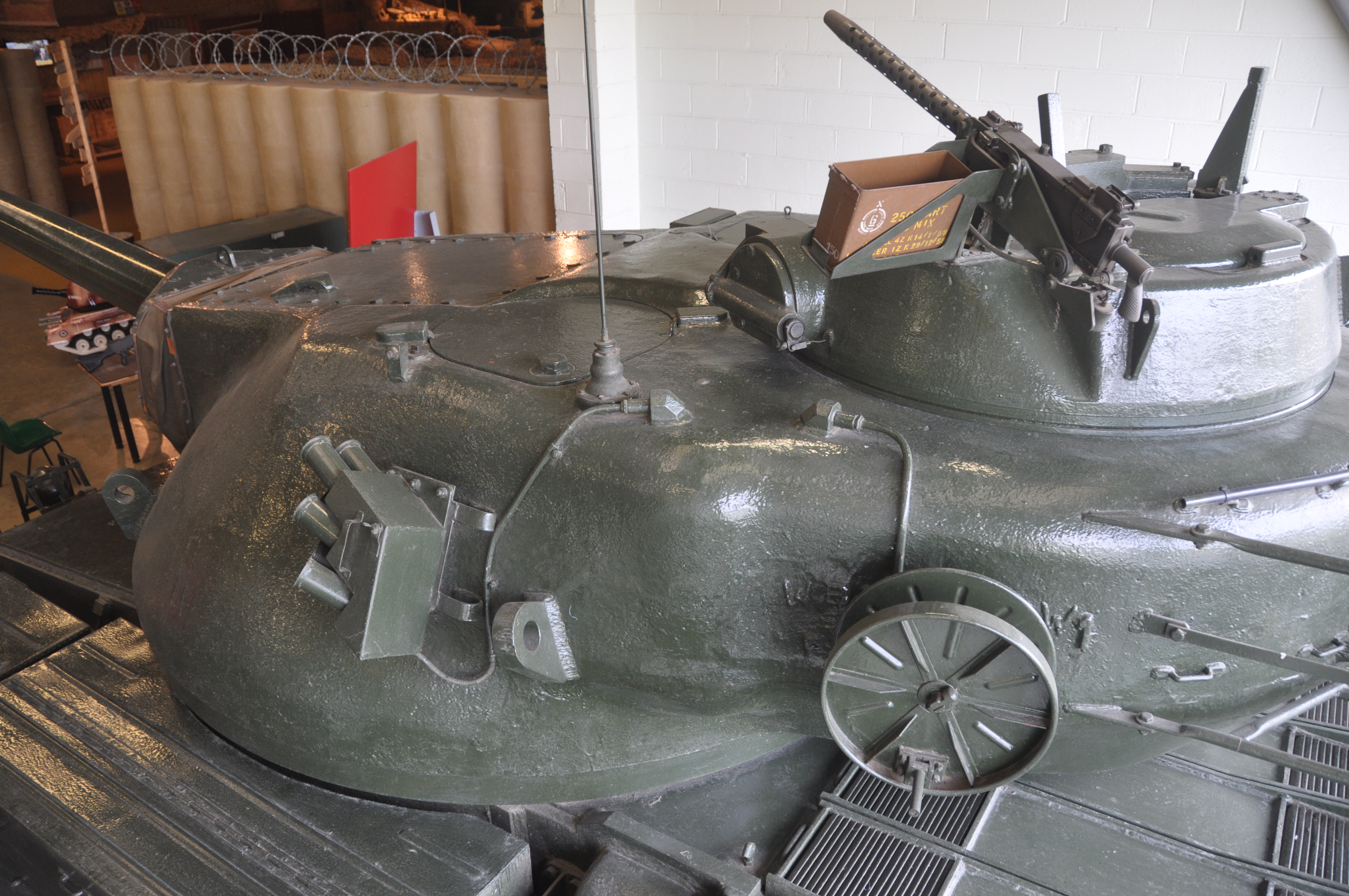
Veduta posteriore della torretta del Conqueror del museo di Bovington; si nota la cupola rotante del capocarro con la mitragliatrice Browning da 7,62 mm installata

Classificato come carro armato pesante, il Conqueror era un carro ad architettura convenzionale con il motore posizionato posteriormente, la torretta collocata al centro dello scafo e un equipaggio di quattro uomini: il pilota era situato centralmente nel vano anteriore, mentre gli altri tre membri dell'equipaggio (comandante, cannoniere e servente) erano ospitati nella torretta. Il mezzo era lungo 11,58 metri (7,74 metri solo lo scafo), largo 3,99 metri e alto 3,35 metri; l'altezza dal suolo era di 0,55 metri e il peso totale in ordine di combattimento raggiungeva quasi le 65 tonnellate.
L'impianto propulsivo si basava su un motore Rolls-Royce Meteor M.120 Mk 1A, da 12 cilindri a V raffreddato ad acqua, capace di una potenza di 810 cavalli vapore a 2.800 giri al minuto; il motore era lo stesso del Centurion, ma con una taratura più spinta in modo da garantire un'accelerazione analoga nonostante la massa nettamente maggiore del Conqueror. Il rapporto peso-potenza ammontava a 81,5 kg/hp. La trasmissione aveva un cambio a cinque marce in avanti e due indietro con comando a pedale, mentre il treno di rotolamento dei cingoli si avvaleva di sospensioni Horstmann a quattro carrelli doppi collocati in tandem per ogni fiancata, con otto ruote e quattro rulli tendicingolo per lato.
Le prestazioni vedevano una velocità massima di 34,5 km/h e un'autonomia di 153 km (105 km fuori strada); il mezzo era capace di superare un guado profondo fino a un metro e mezzo, un gradino alto 0,91 metri e una trincea larga 3,35 metri.
L'armamento principale era rappresentato da un cannone da 120 mm, con una non molto elevata dotazione di 35 colpi tipo APDS o HESH, entrambi anticarro; le munizioni avevano proiettile e bossolo separati. Parallela al cannone era montata una mitragliatrice Browning M1919 calibro 7,62 mm, con una dotazione di 7.200 colpi; una seconda Browning, non sempre installata, era collocata sulla cupola rotante a 360° del capocarro posta alla sommità della torretta, ed era impiegabile nel tiro antiaereo. Come arma difensiva erano poi presenti ai lati della torre dodici mortai lanciafumogeni per stendere cortine di fumo. Il Conqueror fu dotato di un sistema di controllo del tiro molto avanzato per la sua epoca, ma soggetto (come tutto l'impianto elettrico del mezzo) a frequenti avarie; la direzione di tiro consentiva comunque il fuoco del cannone solo a carro fermo o in marcia alla velocità di non più di 1 km/h.
Tutta la struttura dello scafo era relativamente compatta. Sul davanti vi era una piastra corazzata spessa 130 mm (180 mm secondo altre fonti) e inclinata a 60°, mentre nella parte posteriore dello scafo la blindatura scendeva a uno spessore di 38 mm; la torre aveva una sagoma molto snella per meglio ottimizzare la resistenza balistica, e vi erano gonne metalliche di protezione per i fianchi del mezzo all'altezza dei cingoli e cassette portadotazioni al di sopra di questi.

## Versioni

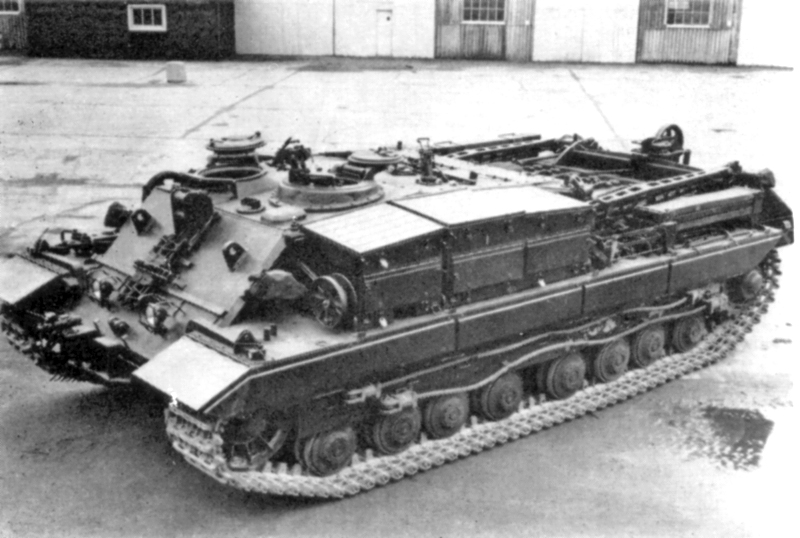
Un veicolo da recupero FV222 Conqueror ARV Mk. II

Compresi alcuni Caernaevon convertiti al nuovo standard (ridesignati come Conqueror Mk II/I/H), furono prodotti in totale 130 Conqueror in due versioni distinte, Mk. I e Mk. II; le differenze tra le due versioni erano minime: la Mk. II aveva un unico periscopio per il pilota invece dei tre della Mk. I, la disposizione dei fari e della strumentazione cambiava, e la Mk. II disponeva di una carena a gabbia sul retro della torretta per riporre la rete mimetica che ricopriva il mezzo durante le soste in campo aperto.
Furono progettate varie versioni alternative del carro (tra cui una con cannone da 183 mm, rimasta allo stato di simulacro) come pure mezzi diversi che ne utilizzassero lo stesso scafo e meccanica. L'unica di esse ad essere prodotta ed essere messa in servizio fu la FV222 Conqueror ARV, un carro da recupero privo di torretta e dotato di un verricello in grado di trainare fino a 45 tonnellate di peso; venne prodotto un totale di 28 Conqueror ARV in due versioni distinte (Mk. I e Mk. II) che differivano solo per qualche dettaglio.

## Servizio
Il mezzo prestò servizio con il British Army per meno di un decennio, distribuito ai reparti della 7th Armoured Brigade e della 20th Armoured Brigade in forza alla British Army of the Rhine (BAOR) schierata in Germania Ovest per fronteggiare i sovietici; nessuno di essi vide mai un impiego bellico reale.
Il governo britannico non riuscì a interessare nessuno Stato estero per l'acquisto del mezzo, e a partire dal 1962 i Conqueror iniziarono a essere ritirati dal servizio per venire rimpiazzati dal più moderno carro armato Chieftain. I Conqueror ARV rimasero in servizio con reparti dei Royal Engineers della BAOR fino al 1966, quando anch'essi furono radiati dal servizio.